# Kanton Quimper-2
Kanton Quimper-2 (fr. Canton de Quimper-2) je francouzský kanton v departementu Finistère v regionu Bretaň. Skládá se ze dvou obcí, z části města Quimper a obce Ergué-Gabéric.